# Conus tabidus
Conus tabidus é uma espécie de gastrópode do gênero Conus, pertencente a família Conidae.